# Cá nhồng
Họ Cá nhồng (danh pháp khoa học: Sphyraenidae) là một họ cá vây tia được biết đến vì kích thước lớn (một số loài có chiều dài tới 1,85 m (6 ft) và chiều rộng tới 30 cm (1 ft)) và có bề ngoài hung dữ. Các loài cánày có cơ thể thuôn dài, tương đối săn chắc, được che phủ bằng các vảy nhỏ và nhẵn. Chúng được tìm thấy trong các vùng nước đại dương khu vực cận nhiệt đới và nhiệt đới. Tất cả các loài đều thuộc chi Sphyraena. Một số tài liệu phân loại cá nhồng vào bộ Cá đối (Mugiliformes), và FishBase trước năm 2013 coi họ này thuộc về bộ Cá vược (Perciformes). Cụ thể xem thêm cây phát sinh chủng loài của nhóm gọi là "Thunniniformes" tại đây (lấy theo Carroll 1988, Nelson 1994 và Fierstine 2001) trong bộ Cá vược. Tuy nhiên, gần đây người ta coi là họ này xếp ở vị trí không xác định trong nhóm Carangimorphariae (= Carangimorpha/Carangaria).

## Đặc điểm

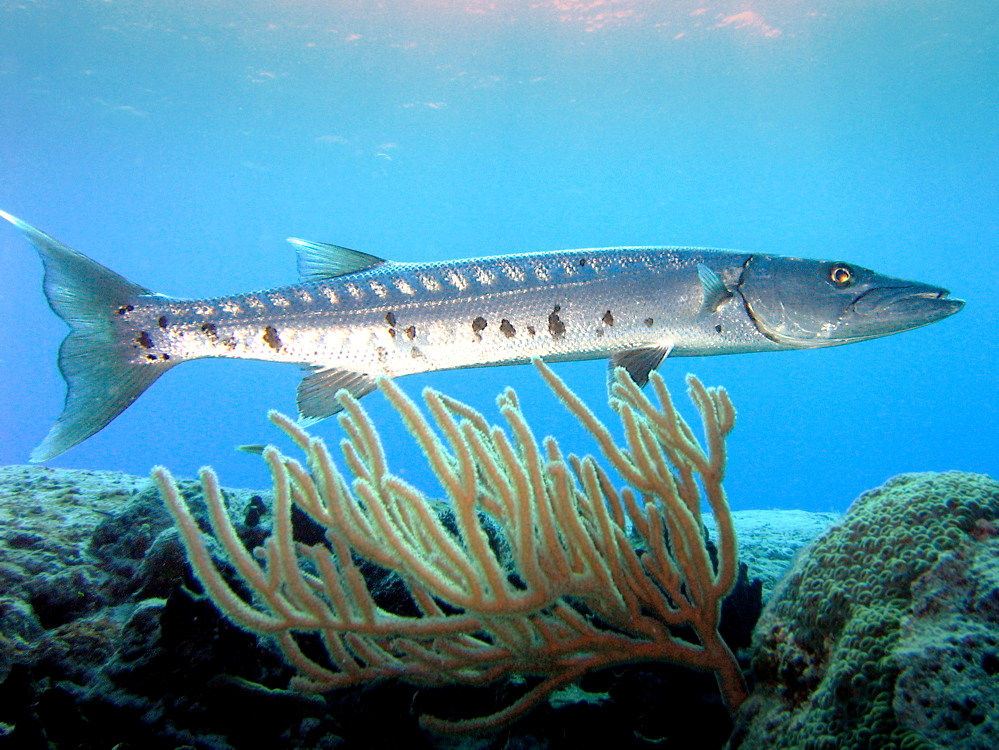
Great barracuda hovering in the current at the Paradise Reef, Cozumel, México.

Cá nhồng là cá có cơ thể thuôn dài với các quai hàm khỏe. Miệng rộng, hàm dưới hơi dài hơn hàm trên. Chúng có các răng khỏe, giống răng nanh. Các răng này không đều về kích thước và gắn với ổ răng tại các hàm trên vòm miệng. Đầu lớn, nhọn, có bề ngoài giống như đầu cá chó. Nắp mang không có gai và được che phủ bằng các vảy nhỏ. Hai vây lưng cách nhau xa, với vây lưng thứ nhất có 5 gai và vây lưng thứ hai có 1 gai và 9 tia vây mềm. Vây lưng thứ hai tương đương với vây hậu môn về kích thước và nằm gần đúng ngay phía trên nó (có thể về phía trước hoặc về phía sau một chút). Giác quan hông nổi rõ và kéo thẳng, dài từ đầu tới đuôi. Vây đuôi chẻ hoặc lõm hình lòng chảo. Nó gắn liền với một cuống đuôi to và mập. Các vây ngực nằm khá thấp ở hai bên hông. Bong bóng của chúng lớn.
Nói chung, màu sắc của cá nhồng là màu lục sẫm hay xám ở phía trên và màu trắng phấn ở phía dưới. Đôi khi có một hàng các sọc sẫm màu hay các đốm đen trên cả hai hông. Các vây có thể hơi vàng hay tối màu.
Chỉ một số loài cá nhồng có thể phát triển đến kích thước lớn. Đó là:
1. Cá nhồng châu Âu (S. sphyraena), tìm thấy trong khu vực Địa Trung Hải và miền đông Đại Tây Dương;
2. Cá nhồng lớn (S. barracuda), sinh sống trong khu vực duyên hải ở cả hai phía đông và tây Đại Tây Dương, Ấn Độ Dương, tây Thái Bình Dương;
3. Cá nhồng California (S. argentea), sinh sống trong khu vực từ eo biển Puget về phía nam tới Cabo San Lucas;
4. Cá nhồng vằn hay cá nhồng Ấn Độ (S. jello);
5. Cá nhồng Commerson hay cá nhồng vây đen (S. commersoni).

## Tập tính

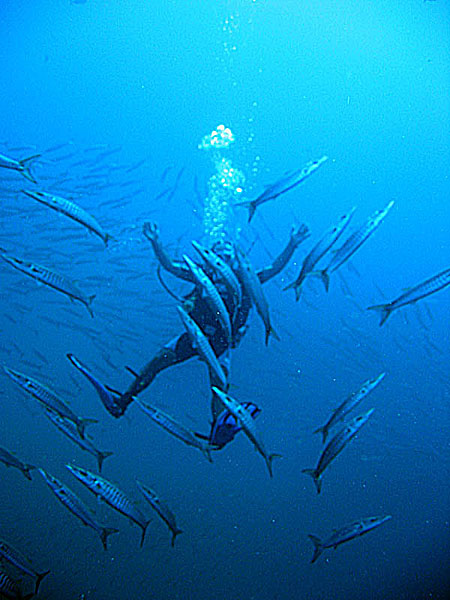
Một thợ lặn bên trong bầy cá nhồng răng cưa tại Koh Tao, Thái Lan.

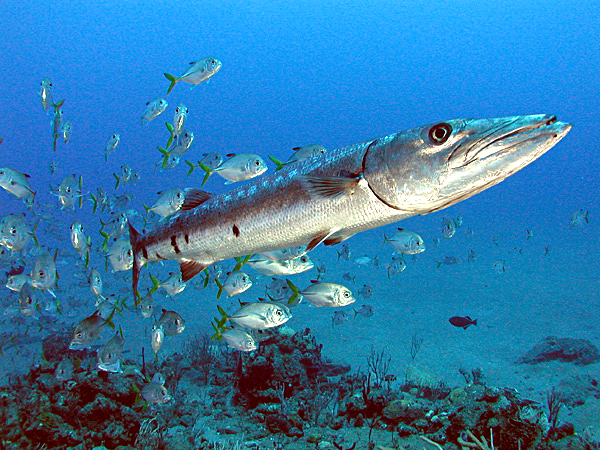
Cá nhồng lớn và cá cam ven đảo Saba, Antille thuộc Hà Lan.

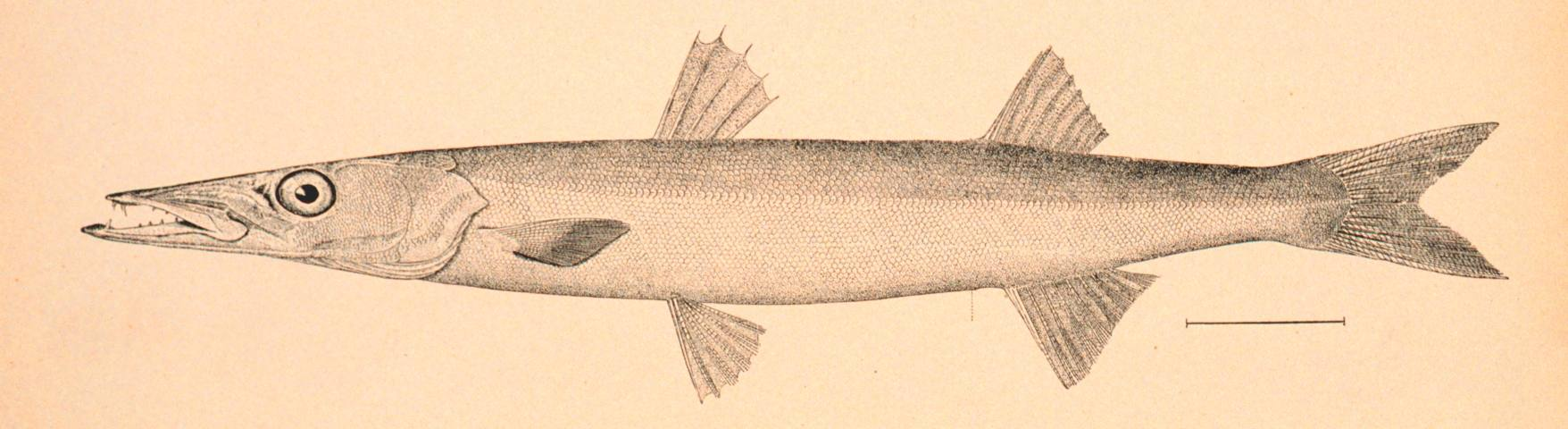
Cá nhồng phương bắc (Sphyraena borealis)

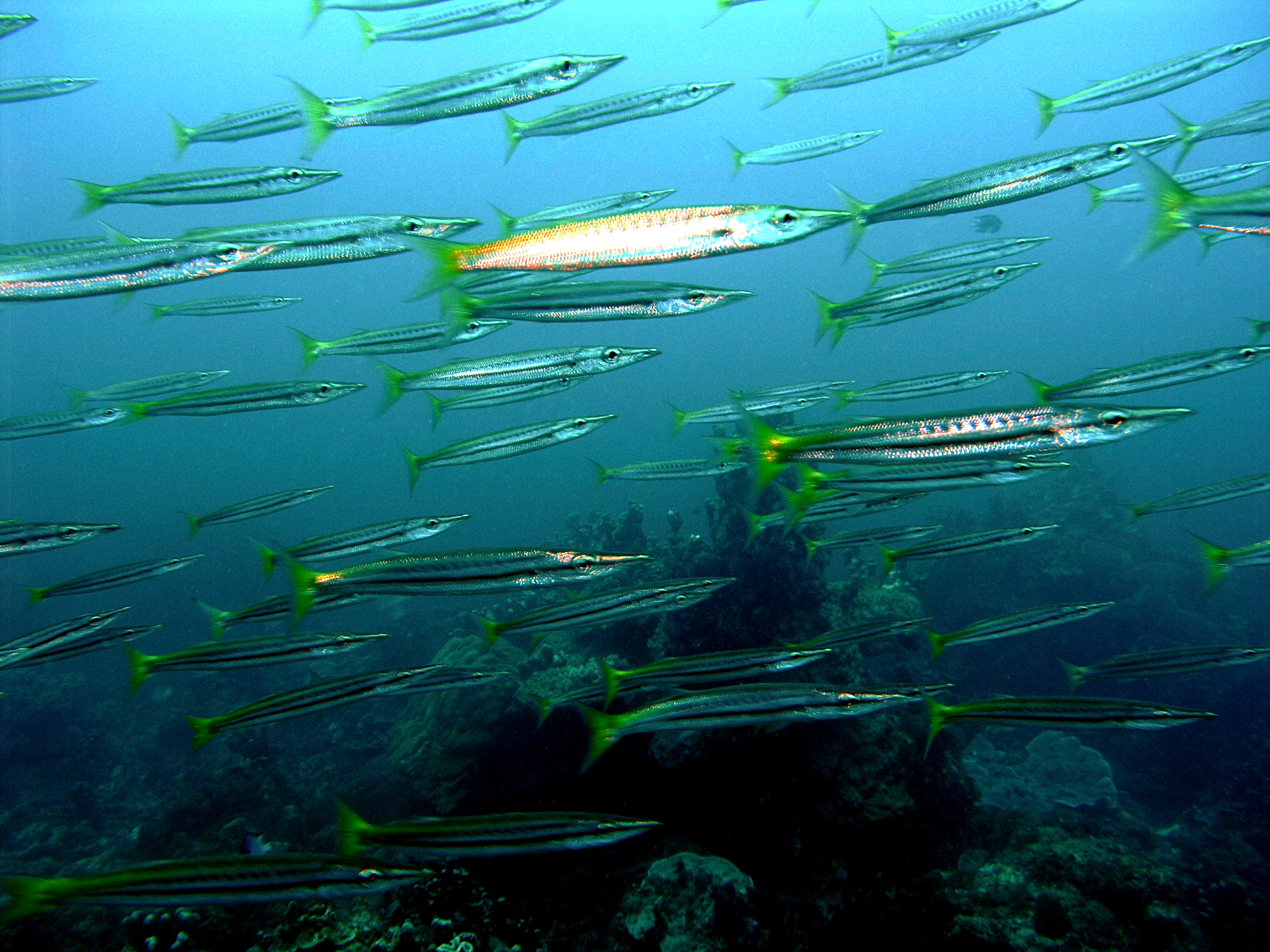
Một bầy cá nhồng đuôi vàng (Sphyraena flavicauda) ngoài khơi Dayang, Malaysia.

Cá nhồng có thể bắt gặp ở dạng sống đơn độc hoặc thành bầy xung quanh các rạn san hô, nhưng cũng sinh sống ngoài biển khơi. Chúng là các loài cá săn mồi phàm ăn, săn theo kiểu phục kích hay nằm chờ. Chúng dựa vào sự bất ngờ và sự bùng nổ tốc độ trong thời gian ngắn (tới 43 km/h (27 dặm/h)) để bắt mồi thay vì khả năng dùng mưu mẹo.
Những con cá nhồng lớn ưa thích sống đơn độc hơn những con cá nhồng nhỏ. Chúng không lảng vảng gần để bảo vệ con của mình. Cá nhồng non và nhỏ thường xuyên tụ tập thành bầy. Thức ăn của chúng bao gồm nhiều loại cá. Những con cá nhồng lớn, khi đã no nê, có thể cố gắng dồn những con mồi vào vùng nước nông và canh giữ các con mồi này cho tới khi chúng lại cần ăn tiếp. Người ta cũng thấy cá nhồng lớn đôi khi ăn thịt cả cá nhồng bé.

### Cá nhồng và con người
Giống như cá mập, cá nhồng từ lâu được người ta gán cho những hình ảnh xấu như là loại cá nguy hiểm cho con người. Người ta cũng thấy những con cá nhồng bơi theo các thợ lặn trong các rạn san hô, làm cho người ta cảm thấy không yên tâm, nhưng thực ra chúng không nguy hiểm nếu không bị kích động. Do cá nhồng cũng là những loài cá ăn xác thối nên chúng có thể nhầm các thợ lặn như là những con vật săn mồi to lớn và bơi theo để ăn những gì còn sót lại sau khi con vật săn mồi kia đã ăn.
Là những thợ săn ghê gớm, nên chúng có khả năng tự vệ tốt để chống lại con người nếu bị quấy rối. Việc săn bắt cá bằng lao móc cạnh cá nhồng cũng khá nguy hiểm, do chúng bị hấp dẫn bởi những con cá bị thương.
Cũng có một số trường hợp cá nhồng tấn công và cắn con người, nhưng khá hiếm và có lẽ là do thị lực kém của chúng. Nói chung, chúng sẽ ngừng lại sau cú đớp đầu tiên do con người không phải là thức ăn thông thường của chúng.
Việc đeo các đồ trang sức sáng màu và bóng khi bơi lội gần cá nhồng là không nên do chúng bị thu hút bởi các vật có khả năng phản chiếu ánh sáng.

## Thực phẩm
Cá nhồng bị đánh bắt để làm thực phẩm và để giải trí. Trong vai trò của nguồn thực phẩm, người ta thường chế biến chúng thành cá phi lê hay thành miếng. Thịt cá nhồng có hương vị tương tự như cá ngừ hay cá hồi. Các loài cá nhồng có kích thước lớn, như cá nhồng lớn, trong một số khu vực có liên quan tới các vụ ngộ độc thực phẩm với độc tố ciguatoxin. Tại miền nam Nigeria, Tây Phi, cá nhồng đánh bắt được thường được hun khói để nấu các món xúp khác nhau. Lý do là thịt cá nhồng tươi rất mềm và bị nát hết trong xúp.

## Cách đánh bắt
Cá nhồng cũng có thể đánh bắt bằng cách câu. Do chúng rất khỏe nên cần phải khá khéo léo mới có thể kéo chúng lên khỏi mặt nước.

## Các loài
Hiện tại người ta ghi nhận 29 loài cá nhồng đã biết:
- Sphyraena acutipinnis Day, 1876: Cá nhồng vây chấm
- Sphyraena afra Peters, 1844: Cá nhồng Guinea
- Sphyraena arabiansis Abdussamad & Retheesh, 2015: Cá nhồng Ả Rập.
- Sphyraena argentea Girard, 1854: Cá nhồng Thái Bình Dương hay cá nhồng California
- Sphyraena barracuda (Edwards trong Catesby, 1771): Cá nhồng lớn[9]
- Sphyraena borealis DeKay, 1842: Cá nhồng phương bắc
- Sphyraena chrysotaenia Klunzinger, 1884: Cá nhồng sọc vàng
- Sphyraena ensis Jordan & Gilbert, 1882: Cá nhồng Mexico
- Sphyraena flavicauda Rüppell, 1838:
- Sphyraena forsteri Cuvier, 1829: Cá nhồng mắt to
- Sphyraena guachancho Cuvier, 1829: Cá nhồng Guachanche
- Sphyraena helleri Jenkins, 1901: Cá nhồng Heller
- Sphyraena iburiensis Doiuchi & Nakabo, 2005
- Sphyraena idiastes Heller & Snodgrass, 1903: Cá nhồng bồ nông
- Sphyraena intermedia Pastore, 2009[10].
- Sphyraena japonica Cuvier, 1829: Cá nhồng Nhật Bản
- Sphyraena jello Cuvier, 1829: Cá nhồng vằn[9], cá nhồng sọc
- Sphyraena lucasana Gill, 1863: Cá nhồng Lucas
- Sphyraena novaehollandiae Günther, 1860: Cá nhồng Australia
- Sphyraena obtusata Cuvier, 1829: Cá nhồng đuôi vàng[9], cá nhồng tù
- Sphyraena picudilla Poey, 1860: Cá nhồng phương nam
- Sphyraena pinguis Günther, 1874: Cá nhồng đỏ
- Sphyraena putnamae Jordan & Seale, 1905: Cá nhồng răng cưa
- Sphyraena qenie Klunzinger, 1870: Cá nhồng vây đen
- Sphyraena sphyraena (L., 1758): Cá nhồng châu Âu
- Sphyraena stellata Morishita & Motomura, 2020
- Sphyraena tome Fowler, 1903.
- Sphyraena viridensis Cuvier, 1829: Cá nhồng miệng vàng
- Sphyraena waitii Ogilby, 1908.

Tại Việt Nam, theo Bách khoa Toàn thư, người ta đã đánh bắt được 4 loài cá nhồng, trong đó có cá nhồng vằn và cá nhồng đuôi vàng.